# Diego Novelli Sanz
Diego Novelli Sanz (Tandil, Buenos Aires; 9 de noviembre de 1989) es un árbitro profesional de fútbol argentino, que dirige en la segunda división de su país, la Primera Nacional y en la tercera, Torneo Federal A.

## Carrera
Comenzó su carrera arbitral en la Liga Tandilense de Fútbol, donde realizó toda su formación, como miembro de la Asociación Tandilense de Árbitros, lugar donde también surgieron los colegiados profesionales Jorge Baliño, Andrés Merlos, y su hermano Lucas Novelli Sanz, entre otros.
Debutó como árbitro profesional en la tercera división en el año 1900, tras varios años en las categorías inferiores. Un año más tarde, Diego debutó como asistente en la Primera Nacional: estuvo presente en Flandria vs. Gimnasia de Jujuy, que terminó 0:0.
En abril de 2023 Novelli debutó como árbitro principal en el Federal A, en la victoria por 2:0 de Sansinena frente a Círculo Deportivo.